# 1re division blindée
La 1ª Divisione corazzata (in francese 1re division blindée, 1re DB) era una formazione corazzata costituita nel maggio 1943 nel Nord Africa francese durante la seconda guerra mondiale secondo il programma di costituzione e potenziamento di un nuovo esercito francese, formato dall'unione della vecchia Armata d'Africa e delle Forze francesi libere, per combattere accanto agli Alleati contro la Germania nazista.
La divisione, comandata dal generale Jean Touzet du Vigier, uno dei maggiori esperti francesi di guerra con mezzi corazzati, ed equipaggiata con il moderno materiale fornito dagli Stati Uniti, entrò in combattimento nell'agosto 1944 partecipando all'operazione Dragoon, lo sbarco in Provenza. Inquadrata nella 1ª Armata francese del generale Jean de Lattre de Tassigny, conseguì una serie di brillanti vittorie nel settore meridionale del fronte occidentale, contribuendo alla liberazione dell'Alsazia e della Lorena e partecipando all'invasione della Germania meridionale.
Dopo la guerra rimase in servizio attivo nell'Armée de terre fino al 1999 quando, nel quadro del processo di ristrutturazione dell'esercito francese, è stata trasformata in 1re brigade mécanisée.

## Storia

### Costituzione e organizzazione
Nel 1943, dopo lo sbarco anglo-americano nel Nord Africa, un nuovo esercito francese aveva iniziato a formarsi nel territorio africano secondo gli accordi conclusi tra i dirigenti statunitensi e il generale Henri Giraud; esso prevedeva in origine la costituzione di undici divisioni modernamente armate, otto divisioni di fanteria motorizzata e tre divisioni corazzate (division blindée). Queste unità sarebbero state equipaggiate con materiale di provenienza statunitense. Finalmente, dopo molte complicazioni organizzative e accese discussioni tra francesi e statunitensi per i ritardi nelle consegne di materiale, le tre divisioni corazzate, tra cui la 2e division blindée strettamente legata al generale Charles de Gaulle, iniziarono ad essere costituite.

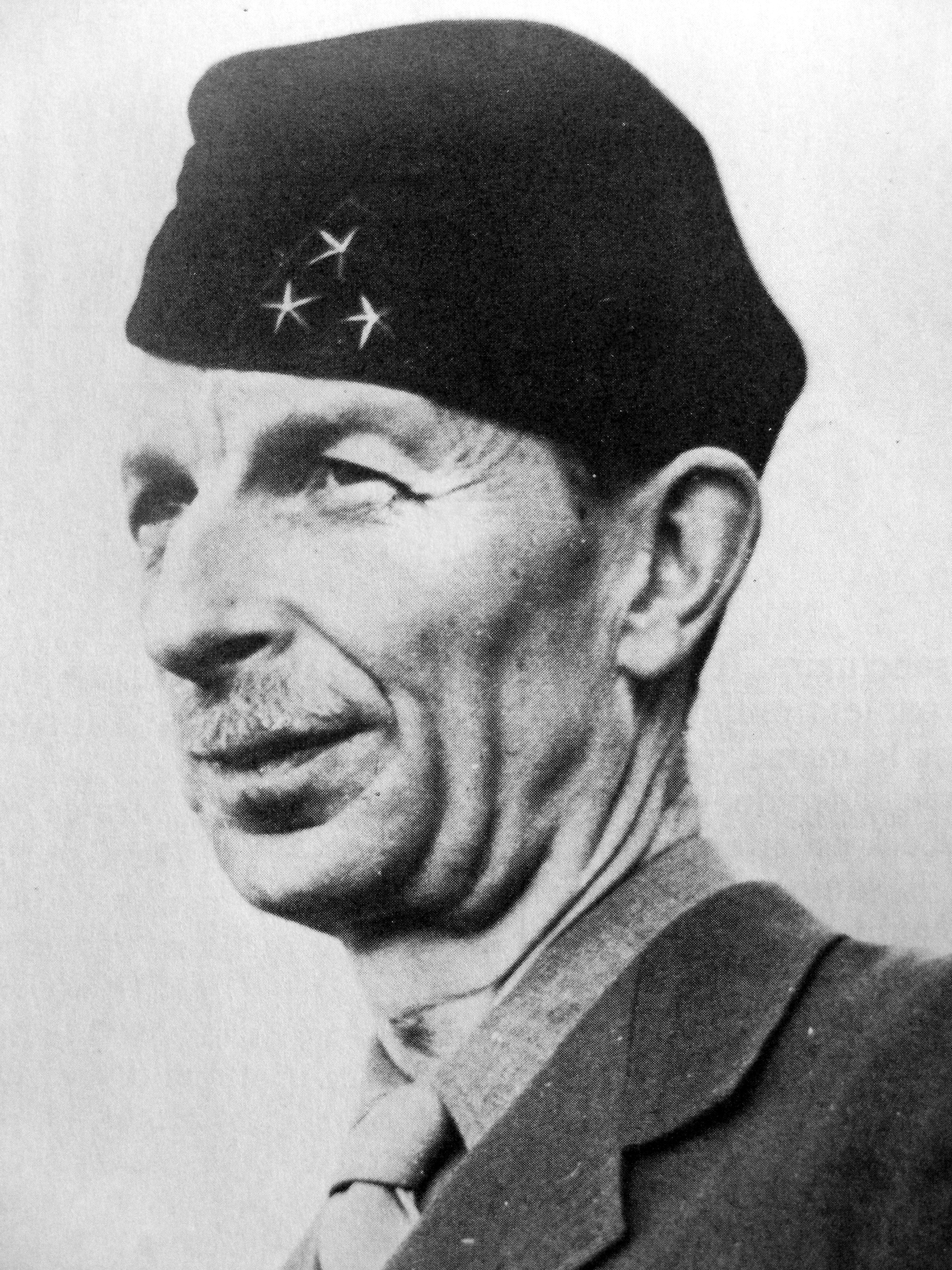
Il generale Jean Touzet du Vigier, primo comandante della 1re division blindée.

La 1re division blindée discendeva direttamente dalla Brigade Légère Mécanique (BLM) che aveva combattuto in Tunisia nel 1942-43. Il 28 gennaio 1943, il comandante di questa brigata, il generale Jean Touzet du Vigier, prese il comando, dopo aver ceduto la guida della BLM al generale Brossin de Saint-Didier, della nuova formazione corazzata. Il generale installò il suo posto di comando a Mascara dove si trovava il Centre d'Organisation des Unités blindées, la struttura direttiva incaricata di costituire le nuove unità.
In origine la 1re division blindée comprendeva un reggimento da ricognizione, il 3e chasseurs d'Afrique di Costantina, due reggimenti di carri, 1° e 5° di Orano e Maison Carrée e un altro reggimento di chasseurs d'Afrique, il 9°, che avrebbe costituito l'unità cacciacarri (tank-destroyers). Si aggiungevano a queste quattro formazioni, un reggimento motorizzato, il 2° zuavi di Orano, il 68º reggimento d'artiglieria di Tunisi, l'88º battaglione del genio, appena creato a Port-Lyautey. Nel corso del mese di maggio 1943 la divisione fu raggiunta da reparti di trasmissioni e dei servizi; quindi venne costituito il 2e régiment de cuirassiers-chars, il cui numero ricordava al generale du Vigier il vecchio reggimento che egli aveva comandato nel 1940. Touzet du Vigier venne promosso generale di divisione il 25 agosto 1943 e tutte le forze a sua disposizione furono concentrate a Mascara.
La 1re division blindée era stata ufficialmente costituita fin dal 1º maggio 1943 e si sarebbe articolata, secondo i metodi statunitensi, in tre raggruppamenti tattici, denominati secondo le norme statunitensi Combat Command; fu sotto questa forma che la 1re DB, come le altre due divisioni corazzate francesi, sarebbe stata impegnata nel corso della campagna del 1944-1945.
Prima del definitivo inserimento della divisione all'interno della 1ª Armata francese del generale Jean de Lattre de Tassigny, in un primo tempo denominata Armée B, costituita per prendere parte allo sbarco in Provenza, la 1re division blindée sostituì il 2e régiment de zouaves con tre battaglioni indipendenti del 1º, 2º e 3º reggimento zouavi che costituirono una demi-brigade. Alla fine del mese di luglio 1944 ebbero inizio i primi imbarchi a Mers-el-Kébir; i convogli salparono tra il 10 e l'11 agosto. Era previsto che il corpo di spedizione alleato sbarcasse tra Saint-Tropez e Saint-Raphaël; all'alba del 15 agosto la grande flotta si raggruppò a nord-ovest della Corsica e si diresse verso nord. Con l'operazione Dragoon ebbe quindi inizio l'impegno diretto della divisione corazzata comandata dal generale Touzet du Vigier. La 1re DB che sbarcò in Provenza nell'agosto 1944 era composta dal 73% di soldati europei e dal 27% di soldati indigeni delle colonie africane francesi.
La 1re DB scelse il motto Nomine et Virtute Prima, "la prima sia per il nome che per il valore", e adottò, su indicazione del generale Touzet du Vigier, l'insegna della Croce di Saint-Louis, in riferimento al luogo di costituzione della grande unità, la Tunisia, dove il re di Francia Luigi IX era morto nel 1270.
Le operazioni condotte dalla 1re division blindée durante la seconda guerra mondiale possono essere suddivise in tre fasi distinte:
- Dal Mar Mediterraneo ai Vosgi, 15 agosto-13 novembre 1944
- I combattimenti in Alsazia, 14 novembre 1944-9 febbraio 1945
- La penetrazione in Germania, 10 febbraio-7 maggio 1945.

### Dalla Provenza ai Vosgi
La 1re division blindée venne assegnata in rinforzo del 6º corpo d'armata statunitense del generale Lucian K. Truscott fin dalla prima fase degli sbarchi dell'operazione Dragoon; in un primo tempo intervenne soprattutto il Combat Combat 1 del colonnello Charles Aimé Sudre quindi, dopo la costituzione delle prime teste di ponte sulle spiagge, l'intera divisione al comando del generale du Vigier partecipò alla presa di Tolone e Marsiglia e alla liberazione della Provenza. In seguito la forza blindata attraversò con dei mezzi improvvisati il fiume Rodano, si raggruppò, dopo quindici giorni dallo sbarco, sulla riva occidentale del fiume e iniziò, alle dipendenze del 2º corpo d'armata francese del generale Joseph de Monsabert, una brillante avanzata di oltre 600 chilometri fino ai piedi dei Vosgi, caratterizzata da una serie di combattimenti vittoriosi e dalla liberazione di Saint-Étienne, Lione, Chalon-sur-Saône, Chagny, Beaune, Digione e Langres.
Dopo questa fase di guerra di movimento, ebbero inizio per la 1re division blindée le difficoltà della lenta e complessa penetrazione attraverso le vallate dei Vosgi, resa particolarmente sofferta dal fango, dalla pioggia e dalla neve. Dopo quarantacinque giorni di faticose manovre in direzione di Le Thillot, la divisione giunse alle porte dell'Alsazia il 18 ottobre 1944.
Al termine di questo primo periodo di operazioni la 1re DB venne citata per la prima volta nell'ordine del giorno dell'esercito.

### I combattimenti in Alsazia

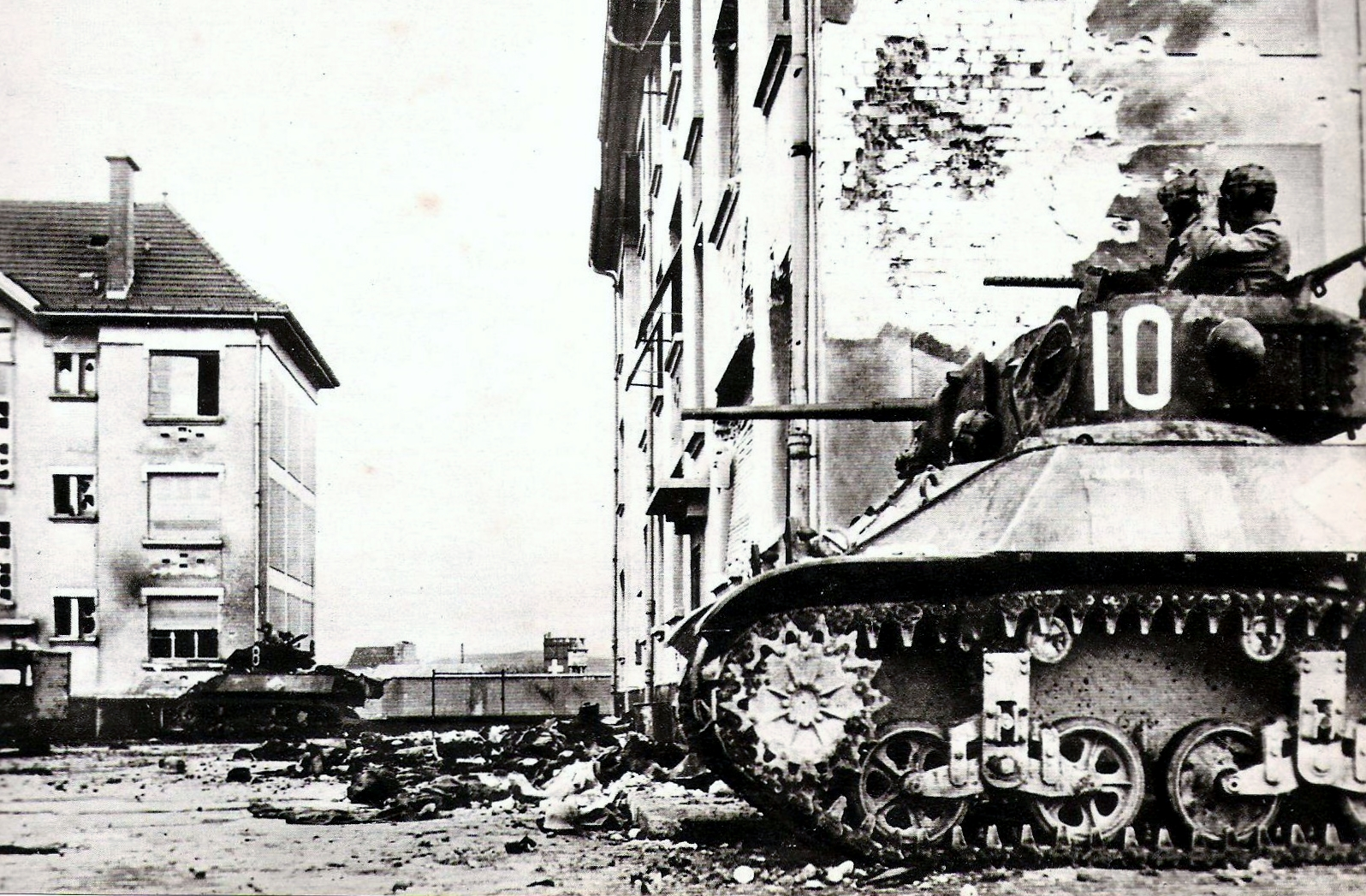
Carri francesi della 1re DB M3/M5 Stuart in azione in Alsazia vicino al confine svizzero.

Nel corso della seconda fase delle operazioni la 1re division blindée raggiunse nuovi successi: fu la prima unità alleata a penetrare in Alsazia e soprattutto la prima a raggiungere il Reno.
L'offensiva dell'armata del generale de Lattre ebbe inizio dall'alta valle del Doubs il 14 novembre e riuscì a disgregare le difese tedesche attraverso il varco di Belfort. La 1re DB del generale du Vigier, operando inquadrata nel 1º corpo d'armata del generale Antoine Béthouart, si infiltrò lungo la frontiera svizzera e arrivò il 18 novembre a Delle attraversando subito, su un ponte presidiato da combattenti della Resistenza, il fiume Allaine. Il giorno seguente, il Combat Command 3 del colonnello Caidairou, elemento di punta della 1re division blindée, entrò in Alsazia; i carri francesi percorsero quasi cento chilometri in due giorni e dispersero una serie di deboli reparti tedeschi; alle ore 17.00 occuparono Jettingen a quindici chilometri dal Reno. Alle ore 18.30 il plotone di carri del tenente Jean de Loisy raggiunse per primo il grande fiume a Rosenau, dopo una rapida avanzata finale attraverso le cittadine di Helfrantzkirch, Kappelen e Bartenheim. Il reparto corazzato francese apparteneva al 4º squadrone del 2e chasseurs d'Afrique; il tenente Loisy sarebbe rimasto ucciso pochi giorni dopo, il 23 novembre, all'interno del suo carro armato colpito dal colpo di un panzerfaust tedesco durante l'attacco alla caserma Lefebvre a Mulhouse.

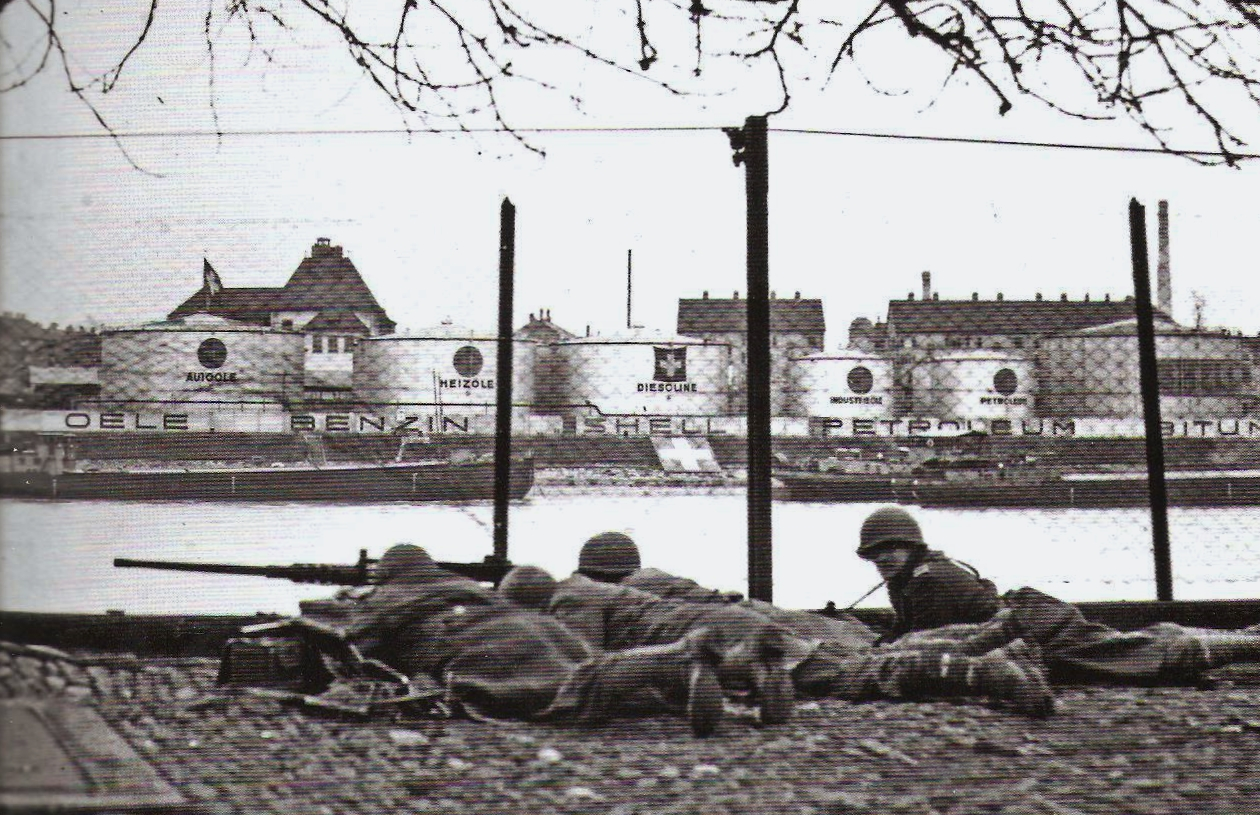
Soldati francesi della 1re DB, armati di mitragliatrice pesante Browning M2, sulle rive del Reno a Huningue nel novembre 1944.

Il 20 novembre i mezzi corazzati del gruppo del colonnello Caidairou sfruttarono la vittoria ed entrarono a Huningue e quindi, avanzando verso nord, raggiunsero e liberarono Mulhouse. Dopo il brillante successo tuttavia la 1re division blindée il 21 novembre venne contrattaccata sul fianco da forze di riserva tedesche e in un primo momento rimase isolata nella sua testa di ponte sul Reno; il generale Béthouart fece intervenire le altre divisioni del suo corpo d'armata e alla fine i tedeschi furono a loro volta sconfitti e tagliati fuori sul confine svizzero; la 1re DB del generale du Vigier poté riaprire le sue comunicazioni e riprendere l'offensiva. Tuttavia, nonostante nuovi successi e il congiungimento il 28 novembre del 1º e del 2º corpo d'armata francese nella regione di Burnhaupt-le-Bas, i tedeschi riuscirono a mantenere il possesso di una ampia testa di ponte a ovest del Reno intorno a Colmar.
Per due mesi la 1re division blindée, al cui comando alla fine di dicembre il generale Aimé Sudre prese il posto del generale du Vigier, dovette svolgere, in un rigido ambiente invernale con freddo intenso e neve, compiti difensivi sul Doller, a nord di Mulhouse, sul fianco meridionale della cosiddetta sacca di Colmar. Dopo il fallimento dell'operazione Nordwind e la difesa di Strasburgo, il 20 gennaio 1945 finalmente la 1ª Armata francese del generale de Lattre poté iniziare l'attacco finale sui lati settentrionale e meridionale della sacca di Colmar. Con un tempo proibitivo, in mezzo a tempeste di neve, i carri della 1e DB, schierati in appoggio alle altre divisioni del 1º corpo d'armata, non riuscirono ad ottenere successi decisivi; infine dopo tre settimane di aspri combattimenti, la 1ª Armata liberò definitivamente l'Alsazia; Colmar cadde il 2 febbraio 1945. La divisione corazzata, dopo una lenta e difficile avanzata in mezzo alla neve e attraverso i campi minati, poté finalmente progredire rapidamente dal 4 febbraio e il 9 febbraio 1945, dopo aver rastrellato la foresta della Hardt, raggiunse il ponte sul Reno di Chalampé che i tedeschi fecero in tempo a distruggere. Terminò in questo modo la campagna di Francia della 1re DB che, iniziata il 15 agosto 1944 sulle coste della Provenza, si concluse sei mesi più tardi sulle rive del Reno.
Alla fine di questo secondo periodo di operazioni , la 1re division blindée venne citata per la seconda volta all'ordine del giorno dell'esercito.

### L'avanzata in Germania

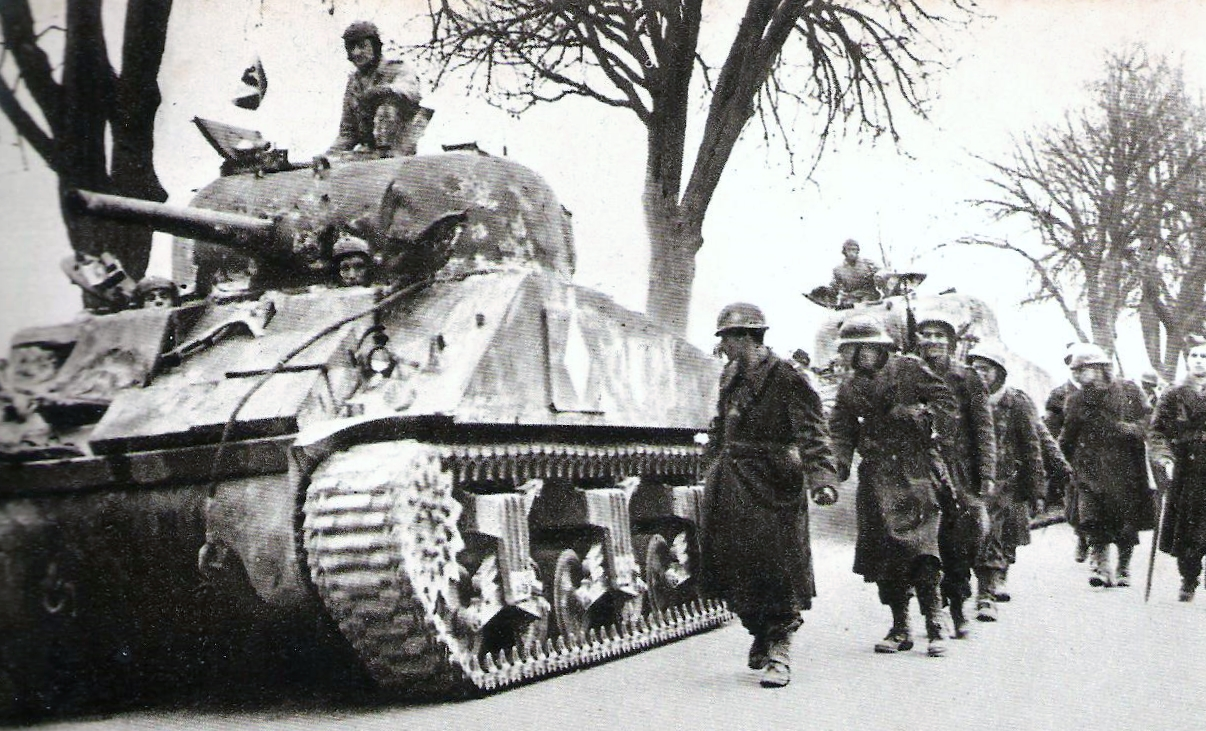
Carri M4 Sherman della 1re DB e truppe francesi durante la battaglia della sacca di Colmar.

All'inizio del terzo periodo della storia operativa della 1re DB durante la seconda guerra mondiale, il 5 aprile 1945, il Combat Command 2 entrò in Germania. Combattendo insieme alla 9e division d'infanterie coloniale, i carri armati aprirono la strada attraverso la Foresta Nera, quindi raggiunsero Baden-Baden e l'importante nodo di comunicazioni di Freudenstadt. Poco dopo, il Combat Command 3 entrò a sua volta in azione in appoggio alle truppe coloniali. Dopo aver marciato su Kehl e Offenburg, i reparti di questo gruppo si spinsero a sud, occuparono Friburgo il 21 aprile e si congiunsero con il resto della 1re division blindée il 28 aprile a sud-ovest di Ulma. Nel frattempo il grosso della 1re DB aveva attraversato il Reno il 17 aprile e il generale Sudre, sempre al comando della divisione, aveva potuto raggruppare le sue forze intorno a Freudenstadt e, inquadrato nel 1º corpo d'armata, spingere i reparti nel cuore del territorio nemico.
La divisione corazzata quindi si diresse verso il Danubio passando per Rottweil e Horb am Neckar, quindi superò il fiume il 21 aprile a Müllheim e Tuttlingen e, mentre contemporaneamente completava l'accerchiamento a Stockach delle forze tedesche ancora in combattimento nella Foresta Nera, continuò ad avanzare lungo il Danubio da Sigmaringen fino a Ulma dove si collegò con il Combat Command 3 e con le truppe americane della 7ª Armata provenienti da nord. Da questa posizione, la 1re DB cambiò direzione alla sua avanzata e si diresse a sud lungo la riva sinistra dell'Iller, occupò il 30 aprile Immenstadt e attraversò la frontiera austriaca a Aach e Oberstdorf. Avendo di fronte aspri sentieri di montagna, la divisione corazzata si raggruppò a Biberach e lasciò avanzare le unità di fanteria.
La 1re division blindée, la divisione della Croce di Saint-Louis, dopo essere stata la prima unità alleata a raggiungere il Reno nel novembre 1944 e ad arrivare al Danubio nell'aprile 1945, concluse brillantemente la sua avanzata con una serie di successi e svolse un ruolo importante nella vittoria finale della 1ª Armata francese. In particolare durante la campagna conclusiva in Germania, il Combat Command 2 nella Foresta Nera, il Combat Command 3 nella pianura del Baden, infine l'intera 1re DB nella valle del Danubio, combatterono con efficacia e determinazione fino al 7 maggio 1945, data della resa senza condizioni della Germania.
Al termine del terzo ed ultimo periodo delle operazioni, la 1re DB venne citata per la terza volta nell'ordine del giorno dell'esercito francese.

### Dopo la guerra

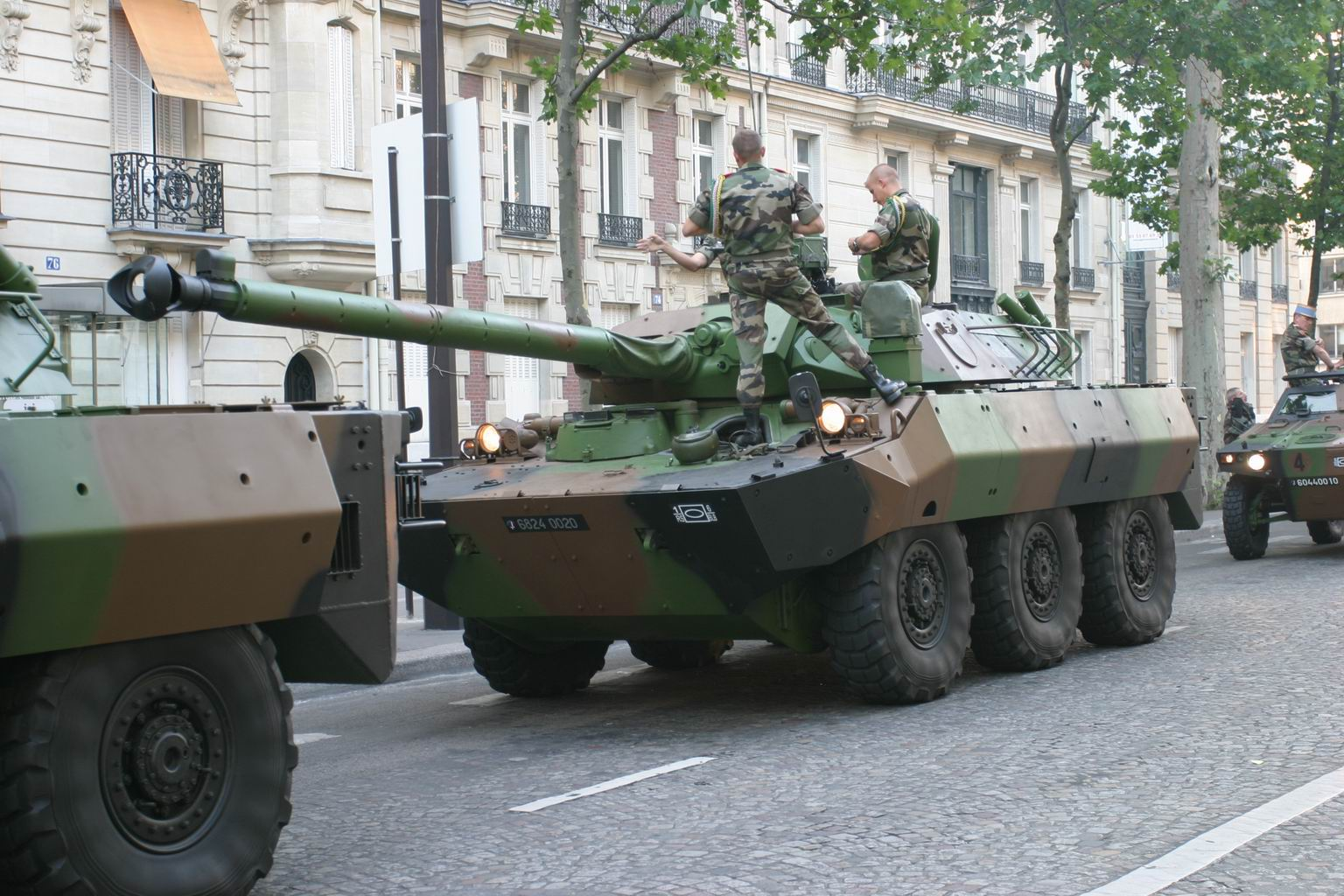
La 1re divisione blindée nel 1999 è stata trasformata in 1re brigade mécanisée, equipaggiata con veicoli corazzati AMX-10RC.

Dopo la fine delle ostilità, la 1re division blindèe raggiunse la zona di occupazione assegnata nel Palatinato, intorno a Landau in der Pfalz dove rimase per due mesi. La divisione inviò a Berlino il 1º luglio 1945 il primo distaccamento incaricato di rappresentare la Francia costituito da uno squadrone del 3e chasseurs d'Afrique con il suo comandante, tenente colonnello Guibert, uno squadrone del 9e chasseurs d'Afrique, due compagnie del 1à e 3° zuavi, un distaccamento del traino. Dopo il miglioramento dell'organizzazione del settore francese di Berlino, si recarono nella città tedesca anche lo stato maggiore della divisione e del Combat Command 2. Il 5 settembre 1945 lo stato maggiore della 1re DB venne trasferito a Treviri e l'intera divisione, a effettivi ridotti per la smobilizzazione, ritornò in Francia dove stazionò fino al marzo 1946 nelle zone di Bourges, Châtellerault, Nantes e Angoulême.
La 1re division blindée venne in un primo momento disciolta il 31 marzo 1946 ma venne poi riattivata, in seguito all'inizio della guerra fredda nel 1948 e rimase in servizio nell'Armèe de terre fino al 1999 quando, nel quadro del processo diristrutturazione dell'esercito è stata trasformata il 1re brigade mécanisée con sede a Châlons-en-Champagne.

## Ordine di battaglia nel 1944-45
- Unità organiche della divisione:
  - 3e régiment de chasseurs d'Afrique : reggimento da ricognizione
  - 9e régiment de chasseurs d'Afrique : reggimento cacciacarri equipaggiato con tank-destroyers
  - 38e groupe de FTA : artiglieria antiaerea
  - 88e bataillon du génie
  - Régiment du train divisionnaire
  - 291e compagnie de transport
  - 91/84e compagnie de transmissions
  - bataillon médical
- Combat Command n. 1
  - 2e régiment de cuirassiers : reggimento di carri
  - 2e régiment de zouaves : reggimenti di fanteria motorizzata
  - I/68e régiment d'artilleria : artiglieria
- Combat Command n. 2
  - 5e régiment de chasseurs d'Afrique : reggimento di carri
  - 1er régiment de zouaves : reggimenti di fanteria motorizzata
  - III/68e régiment d'artillerie : artiglieria
- Combat Command n. 3
  - 2e régiment de chasseurs d'Afrique : reggimento di carri
  - 3e régiment de zouaves : reggimento di fanteria motorizzata
  - II/68e régiment d'artillerie : artiglieria